# Амина ел Филали
Амина ел Филали (арап. أمينة الفيلالي; 1996-2012) је мароканска девојка, која је извршила самоубиство након што је од стране своје породице била приморана да склопи брак са својим силоватељем, како би он према тадашњем закону избегао казну. Случај њеног самоубиства је привукао велику пажњу домаће и светске јавности, изазвао је велике расправе у мароканском друштву, и изазвао серију протеста. Случај је за последицу је имао измену спорног закона. У тренукту силовања је имала 15, а у тренутку склапања брака и самоубиства 16 година.

## Случај
Отац Амине Филали је у изјави за медије рекао да је његова ћерка пресретнута на улици и силована, када је имала 15 година. Након што је пријавио случај, тужилац га је саветовао да се договори са силоватељем и да потпише уговор којим би дошло до склапања брака између његове ћерке и силоватеља. Према наводима медија, силоватељ је у почетку одбијао да склопи уговор, али је пристао након што му је саопштена запрећена каза уколико се докаже његова кривица на суду. Према наводима медија, након склапања брака Амина Филали је трепала физичко злостављање од свог мужа, а након што се својој мајци жалила на злостављање, она ју је саветовала да буде стрпљива. Убрзо након тога, Амина Фелали је извршила самоубиство тако што је попила отров за пацове. Као друштвени контекст овог случаја, наводи се традиционално схватање да губитак невиности пре брака доводи до губитка части породице, и да је склапање брака између девојке која је изгубила невиност са својим силоватељем у овом случају начин да породица сачува своју част. Критичари овог приступа наводе податак да члан 475 који је примењен у овом случају, није потекао из локалног обичајног права, већ је преузет из француског Наполеоновог кодекса.

### Члан 475 кривичног законика
Члан 475 кривичног законика, је кажњавао лице које без физичке принуде или претње, заведе малолетника. Починилац је могао избећи казну уколико прихвати да склопи брак са малолетником који је био жртва његовог дела. У том случају, починиоца је могло да тужи једино лице које би по закону имало право да тражи раскид брака.
Спорни закон је преузет из Наполеоновог кодекса, 1963. године, и у Француској је важио све до 1994. године.
Након серије протеста и дебата поводом овог случаја, члан 475 је измењен, тако да више не постоји могућност избегавања казне склапањем брака између силоватеља и жртве. Парламент је измену спорног закона изгласао 2014. године.

## Екранизација
Случај Амине ел Филали, заједно са сличним случајевима где је жртва склапала брак са својим силоватељем, био је предмет документарног филма 475.